# Registracijske oznake za cestovna vozila u Republici Kosovo
U Republici Kosovo registarske pločice su izdane od strane Ministarstva unutarnjih poslova Republike Kosovo. Od 1. lipnja 2012. godine, svi građani Kosova dužni su da na svojim automobilima imaju KS ili RKS pločice. Pločice koje su nesuklade s kosovskim zakonom se oduzimaju i plaća se novčana kazna.
Dana 6. prosinca 2010. godine, uveden je novi dizajn koji sadrži slova RKS (Republika Kosovo) na plavom polju, dvoznamenkasti broj koji odgovara okrugu na Kosovu, grb Kosova, troznamenkasti broj te na kraju dva serijska slova. Preostale pločice koje nose stari dizajn izdan pod UNMIK-om bit će zamijenjen novim nakon registracije. 
| kod | Okrug      |
| --- | ---------- |
| 01  | Prištinski |
| 02  | Mitrovački |
| 03  | Pećki      |
| 04  | Prizrenski |
| 05  | Uroševački |
| 06  | Gjilanski  |
| 07  | Đakovički  |

## Posebne pločice
- Pločice za izvoz vozila imala plavu pozadinu i bijela slova.
- Policijska vozila imaju crveni font.
- Zaštitne snage Kosova imaju oznaku "FSK", a zatim slova "FSK", troznamenkasti broj i sufiks "RKS".
- EULEX diplomatske pločice imaju crnu i bijelu pozadinu. Crne pločice imaju prefiks "EU" i sufiks "PV", dok su bijele imaju prefiks "EU" i sufiks "LEX".
- Pločica OESS-a je crna i bijela, s prefiksom "OSCE".
- NATO snage imaju plavu pozadinu i bijela slova, te prefiks "KFOR".
- Pločice UNMIK-a ima "UNMIK" u vrhu, a zatim brojeve.

## Vanjske poveznice
- Registarske tablice na Kosovu
- Međunarodna misija na Kosovu
- Registracija vozila  Arhivirana inačica izvorne stranice od 26. kolovoza 2011. (Wayback Machine)